# Azul de metila
Azul de metila (português brasileiro) ou azul de metilo (português europeu), também conhecido como azul algodão, azul Helvetia, azul Ácido 93, ou C.I. 42780, é um composto químico com fórmula molecular C37H27N3Na2O9S3.
É solúvel em água e levemente solúvel em etanol.
Azul de metila é também disponível em mistura com o corante azul água, sob o nome de azul de anilina WS, azul de anilina, azul China, ou azul solúvel.
Apresenta máxima absorção a 600 nm.

## Usos
É usado como um corante biológico em histologia. Azul de metila colore o colágeno de azul em seção de tecido biológico. Pode ser usado na coloração de Mallory de tecidos conjuntivos e a coloração "de um passo" (uma etapa) do corante tricrômico da coloração de Gomori. Ele é usado em colorações diferenciais.
Tem aplicação como indicador de pH, com intervalo de viragem em 9,4–14,0.

## Observações
Azul de metila não deve ser confundido com violeta de metila ou azul de metileno, outros dois corantes.